# Gönczy Lajos (atléta)
Gönczy Lajos (eredetileg Grön, Szeged, 1881. február 24. – Doberdó, 1915. december 4.) olimpiai bronzérmes atléta, magasugró.

## Élete
1900-tól a Budapesti EAC atlétája volt. Ő volt az első magyar atléta, aki nemzetközi magasugró versenyeken jelentős sikereket ért el. 1900-ban, Párizsban ő nyerte a szakág első magyar olimpiai érmét. Szemből nekifutva a léc felett háthomorítással ugrott, ezt a stílust a korabeli szaksajtóban magyar stílusnak nevezték el. 1900-ban megdöntötte az első magyar csúcstartó, Frey Ferenc akkor már három éve fennálló rekordját. Pályafutása alatt még három alkalommal javított országos csúcsot, 1904-ben ugrott legjobb egyéni eredményét (182 cm) csak Somodi Lajos tudta túlszárnyalni 1908-ban. Részt vett az 1904. évi olimpián és az 1906-ban Athénban az első újkori olimpiai játékok tízéves évfordulójára rendezett versenyen is. Az 1908-as olimpián már nem szerepelt a magyar válogatottban. Az aktív sportolástól 1910-ben vonult vissza.
A Pázmány Péter Tudományegyetem jogi karának hallgatója, majd törvényszéki bíró volt. Az első világháború kitörésekor bevonult katonának. Először a galíciai harcokban vett részt, majd a Doberdóba vezényelték. Itt vesztette életét 1915. december 4-én.

## Sporteredményei
- olimpiai 3. helyezett: 1900, Párizs (175 cm)
- olimpiai 4. helyezett: 1904, St. Louis (175 cm)
- az 1906. évi athéni rendkívüli olimpia 2. helyezettje (175 cm)
- kétszeres magyar bajnok: 1904, 1905
- négyszeres országos csúcstartó:
  - 172 cm (1900)
  - 179 cm (1901)
  - 181 cm (1902)
  - 182 cm (1904)